# Barbus pellegrini
Barbus pellegrini е вид лъчеперка от семейство Шаранови (Cyprinidae). Видът не е застрашен от изчезване.

## Разпространение
Разпространен е в Бурунди, Руанда, Танзания и Уганда.

## Описание
На дължина достигат до 11,7 cm.